# Neoamerioppia
Neoamerioppia är ett släkte av kvalster. Neoamerioppia ingår i familjen Oppiidae.

## Dottertaxa tillNeoamerioppia, i alfabetisk ordning[1]
- Neoamerioppia aelleni
- Neoamerioppia africana
- Neoamerioppia asiatica
- Neoamerioppia badensis
- Neoamerioppia centraliamericana
- Neoamerioppia chavinensis
- Neoamerioppia chilensis
- Neoamerioppia cocuyana
- Neoamerioppia costulifera
- Neoamerioppia decemsetosa
- Neoamerioppia deficiens
- Neoamerioppia espeletiarum
- Neoamerioppia extrema
- Neoamerioppia extrusa
- Neoamerioppia flagellata
- Neoamerioppia flagelliapex
- Neoamerioppia foveolata
- Neoamerioppia hamidi
- Neoamerioppia hexapilis
- Neoamerioppia interrogata
- Neoamerioppia lanceolata
- Neoamerioppia longiclava
- Neoamerioppia longicoma
- Neoamerioppia minima
- Neoamerioppia nagyi
- Neoamerioppia notata
- Neoamerioppia papuana
- Neoamerioppia paripilis
- Neoamerioppia pectigera
- Neoamerioppia phoretica
- Neoamerioppia polygonata
- Neoamerioppia rotunda
- Neoamerioppia salvadoriensis
- Neoamerioppia senecionis
- Neoamerioppia similis
- Neoamerioppia sturmi
- Neoamerioppia trichosa
- Neoamerioppia trichosoides
- Neoamerioppia ventrosquamosa
- Neoamerioppia vicina
- Neoamerioppia vietnamica
- Neoamerioppia woolleyi